# 슈기
슈기(본명: 최슬기, 1995년 6월 19일 ~ )는 아프리카TV와 유튜브에서 먹방을 주요 콘텐츠로 활동하는 먹방 크리에이터이다. 2014년 5월에 방송을 시작하여 그 해 아프리카TV BJ Festival 신인상을 수상했고, 2015년부터 2017년까지 BJ 대상을 수상했다. 2021년 12월 1일 기준 구독자는 161만명이다.

## 방송활동
- 2018년 SBS 《생방송 투데이》- 9월 27일 방송
- 2019년 채널A 《위대한 수제자》

## 영화
- 2019년 《엑시트 (영화)》- BJ 역(단역)

## 논란 및 사건사고

### 철구폭행 사건
인터넷 방송인 철구가 '멤버 1명이 오늘 시간이 안돼서 오지 못합니다'라고 맨날
그런다고 하자 채팅방이 슈기로 도배되었다.전부터 그룹 인원들과 화합이 안된다고 비난을 받았던 슈기는 결국 그동안 받아왔던 비판에 울분과 분노를 참지 못하여 현장에서 철구에게 밀가루와 콜라를 뿌리고, 폭력을 휘두르고 욕하며 가래침을 뱉었다. 이 사건이 후에 시청자들에 의해서 재조명을 받게 되자, 슈기 유튜브 공식체널에 사과 영상을 올리기도 하였다.